# باربارا بلاتر
باربارا بلاتر (انگلیسی: Barbara Blatter؛ زادهٔ ۲۲ دسامبر ۱۹۷۰) دوچرخه‌سوار زن اهل سوئیس بود.
وی در مسابقات کشوری و بین‌المللی در مجموع برندهٔ ۱ مدال نقره شده‌است.